# Pohorje
 Ovo je glavno značenje pojma Pohorje. Za druga značenja pogledajte Pohorje (rijeka).
Pohorje je planina koja leži u sjeveroistočnoj Sloveniji. Pretežno je prekrivena crnogoričnom šumom. 
Proteže se između rijeke Drave na sjeveru te Dravsko-ptujskog polja na jugu, na zapadu seže do Dravograda, a na istoku do Maribora dok na jugu do Slovenskih Konjica.
Različiti dijelovi planine su imenovani po obližnjim krajevima:
- Mariborsko Pohorje,
- Zrečko Pohorje,
- Slovengraško Pohorje,
- Ribniško Pohorje

Najviši vrhovi su Rogla (1517 m), Črni vrh (1543 m)  i Velika Kopa (1542 m).
Veći vodotoci su Lobnica, Bistrica, Pohorje, Dravinja i Mislinja.
Poznata športsko-rekreacijska središta su: Tri Kralja, Bellevue, Bolfenk, Areh, Ribarska koča, Kope i Rogla. Na skijaškom stadionu koji se nalazi u podnožju Pohorja (kod Maribora) održava se utrka za svjetski kup (za žene) Zlatna lisica.